# Хилбертове аксиоме
Хилбертов систем аксиома је први пут објављен на самом крају 19. века у делу: Др Давид Хилберт, Основе геометрије (David Hilbert, Grundlagen der Geometrie, 1899), као одговор на тадашње фундаменталне проблеме Еуклидске геометрије. Књига која је много пута превођена и прерађивана, да би данас била позната под именом Хилбертове основе геометрије. Код нас је 1957. године изашла под уредништвом академика Радивоја Кашанина, тадашњег управника Математичког института САНУ, и у преводу Ж. Гарашанина са 8. немачког издања, које овде следимо. Исте Хилбертове аксиоме геометрије су штампане у серијама издања уџбеника средњих школа, углавном у скраћеном облику. То је основа за онај део математике који називамо елементарна геометрија.

## Пет група аксиома
ДефиницијаМи замишљамо три различита система ствари: ствари првог система називамо тачкама и означавамо их са A, B, C,...; ствари другог система називамо правама и означавамо их са a, b, c,...; ствари трећег система називамо равнима и означавамо их са α, β, γ,...; тачке се називају и елементима линеарне геометрије, тачке и праве се називају елементима равне геометрије, а тачке, праве и равни се називају елементима просторне геометрије, или елементима простора.
Ми замишљамо тачке, праве и равни у извесним међусобним односима и означавамо ове односе речима „лежати“, „између“, „подударно“, „паралелно“, „непрекидно"; тачан и за математичке сврхе потпун опис ових односа постиже се помоћу аксиома геометрије.
Аксиоме геометрије можемо поделити у пет група; свака појединачно од ових група изражава извесне повезане основне чињенице нашег опажања. Ми ћемо ове групе аксиома називати на следећи начин:
I 1-8. аксиоме везе,
II 1-4. аксиоме распореда,
III 1-5. аксиоме подударности,
IV аксиома паралелних,
V 1-2. аксиоме непрекидности.

### Аксиоме везе
Аксиоме ове групе представљају везу између горенаведених ствари: тачака, правих и равни. Називају се и аксиоме инциденције.
I-1 За две тачке A, B, постоји увек права a која припада свакој од ових двеју тачака A, B.
I-2 За две тачке A, B, не постоји више од једне праве која би припадала свакој од двеју тачака A, B.
Овде, и даље, под двема, трима, ... тачкама односно правама, равнима увек се подразумевају различите тачке, односно праве, равни. Уместо припадати рећи ћемо и нпр. права a пролази кроз A и B, или везује A са B, A лежи на a, А је тачка праве a, постоји тачка A на a итд. Ако тачка A лежи на правој a и, осим тога, на другој правој b, употребићемо такође изразе: праве а и b се секу у тачки А, имају тачку А заједничку итд.
I-3 На правој постоје увек најмање две тачке. Постоје најмање три тачке које не леже на једној правој.
I-4 Ма за које три тачке A, B, C, које не леже на истој правој, постоји увек раван α која припада свакој од ове три тачке A, B, C. За сваку раван увек постоји тачка која јој припада.
Ми ћемо употребљавати и изразе А лежи у α, А је тачка равни α итд.
I-5 За ма које три тачке A, B, C, које не леже на истој правој не постоји више од једне равни која припада свакој од ових трију тачака A, B, C.
I-6 Ако две тачке A, B праве a леже у равни α, онда свака тачка праве а лежи у равни α.
У овом случају кажемо права a лежи у равни α итд.
I-7 Ако две равни α, β имају заједничку тачку А, онда оне имају најмање још једну заједничку тачку B.
I-8 Постоје најмање четири тачке које не леже у једној равни.
Аксиома I-7 изражава да простор нема више од три димензије, аксиома I-8 изражава да простор нема мање од три димензије.
Аксиоме I-1-3 могу се назвати аксиомама равни групе I за разлику од аксиома I-4-8 које називамо просторним аксиомама групе I.
Став 1Две праве које леже у истој равни имају или једну заједничку тачку, или немају ниједну заједничку тачку; две равни или немају ниједну заједничку тачку, или имају заједничку праву и осим тога ниједну другу заједничку тачку; раван и права која не лежи у овој равни или немају ниједну заједничку тачку или имају једну заједничку тачку.
Став 2Кроз праву и тачку која не лежи на овој правој, као и кроз две различите праве са заједничком тачком, пролази увек једна и само једна раван.
Постоји још ставова који произлазе из аксиома I-1-8.

### Аксиоме распореда
Аксиоме ове групе дефинишу појам „између“ и омогућавају на основу овог појма распоред тачака на правој, у равни и у простору.
ДефиницијаТачке неке праве стоје у извесним међусобним односима. За опис ових односа служимо се нарочито речју „између“.
II-1 Ако тачка B лежи између тачака A и C, онда су A, B, C три различите тачке праве и B лежи такође између C и A.
II-2 За две тачке A и C увек постоји најмање једна тачка B на правој AB, тако да C лежи између A и B.
II-3 Од ма којих трију тачака праве не постоји више од једне која лежи између оне друге две.
ДефиницијаНека су на правој a дате две тачке A и B; систем двеју тачака A и B зваћемо дуж и означавати са AB или BA. Тачке између A и B зваћемо тачкама дужи AB или тачкама које леже у унутрашњости дужи AB; тачке A и B називају се крајњим тачкама дужи AB. Све остале тачке праве а називају се тачкама које леже ван дужи AB.
II-4 Нека су A, B, C три тачке које не леже на једној правој и нека је a права у равни ABC која не пролази ни кроз једну од тих тачака; ако тада дата права пролази кроз једну од тачака дужи AB, она мора пролазити кроз једну од тачака дужи AC, или тачака дужи BC.
Ове аксиоме је први детаљно испитао М. Паш у својим Vorlesungen uber neuere Geometrie, Leipzig 1882. године. Нарочито је аксиома II-4 Пашова, и слободно изречена она гласи: ако права улази у унутрашњост троугла, она и излази из њега. Да права a при томе не може пресецати обе дужи AC и BC, може се доказати.

### Аксиоме подударности
Аксиоме ове групе дефинишу појам подударности а тиме и појам кретања.
ДефиницијаДужи стоје у извесним односима међу собом, за чија нам означавања служе речи подударно (конгруентно) или једнако.
III-1 Ако су A, B две тачке на правој а и ако је, даље, A' тачка на истој или на другој правој a', онда се може увек наћи таква тачка B' праве a' на датој страни од тачке A', да дуж AB буде подударна или једнака дужи A'B', што означавамо на следећи начин: AB≡A'B'.
Поредак тачака у дефиницији није узет у обзир, зато следеће формуле имају исто значење: AB≡A'B', AB≡B'A', BA≡A'B', BA≡B'A'. Сама аксиома III-1 захтева могућност преношења дужи, за коју је потребна једнозначност таквог преношења, a коју ћемо доказати касније. 
III-2 Ако су дужи A'B' и A"B" подударне једној истој дужи AB, биће и дуж A'B' подударна дужи A"B", или кратко: ако су две дужи подударне трећој, подударне су и међу собом.
Да је подударност дужи релација еквиваленције следи непосредно из две претходне аксиоме. Рефлексивност, тј. особина да је свака дуж подударна самој себи, следи када пренесемо дуж AB на произвољну полуправу тако да је конструисана друга дуж A'B' подударна првој AB и тада према аксиоми III-2 следи подударност прве са првом. Затим непосредно следи особина симетрије, ако је прва подударна са другом, онда је друга подударна са првом. Коначно следи и релација транзитивности, ако је друга од дужи подударна са трећом, тј. A'B'≡A"B", тада је прва од дужи подударна са трећом, тј. AB≡A"B".
III-3 Нека су AB и BC две дужи на правој a без заједничких тачака и нека су, даље, A'B' и B'C' две дужи на истој правој a или на некој другој правој a' које исто тако немају заједничких тачака; ако је тада AB≡A'B' и BC≡B'C', биће увек и AC≡A'C'.
Ова аксиома изражава могућност сабирања дужи. Што се тиче углова, осим могућности преношења, аксиомима се мора захтевати и релација једнозначност, да би се релација транзитивности, и могућност сабирања, могли доказати.
ДефиницијаНека је {\displaystyle \alpha \,} произвољна раван, а {\displaystyle h\,} и {\displaystyle k\,} нека су ма које различите полуправе које излазе из тачке O у равни {\displaystyle \alpha \,} и припадају разним правама. Систем од две полуправе {\displaystyle h,\;k,} називаћемо углом и означаваћемо га са {\displaystyle \angle (h,k)} или са {\displaystyle \angle (k,h).}
ДефиницијаУглови стоје у извесним међусобним односима за чије нам означавање такође служе речи подударно (конгруентно) или једнако.
Полуправе h, k називају се крацима угла, а тачка О назива се теменом угла. Положени и (испружени) и испупчени (тупи) углови искључени су овом дефиницијом. Нека полуправа {\displaystyle h} припада правој {\displaystyle {\bar {h}},} а полуправа {\displaystyle k} правој {\displaystyle {\bar {k}}.} Полуправе {\displaystyle h} и {\displaystyle k} узете заједно са тачком О, деле остале тачке равни у две области: за све тачке које са {\displaystyle h} леже са истој страни са {\displaystyle {\bar {k}}} и са {\displaystyle k} са исте стране са {\displaystyle {\bar {h}},} кажемо да леже у унутрашњости угла {\displaystyle \angle (h,k);} за све друге тачке кажемо да леже у спољашњости или ван овог угла.
III-4 Нека је дат угао {\displaystyle \angle (h,k)} у равни {\displaystyle \alpha } и права {\displaystyle a'} у равни {\displaystyle \alpha '} као и одређена страна равни {\displaystyle \alpha '} према правој {\displaystyle a'}. Нека {\displaystyle h'} означава полуправу праве {\displaystyle a'} која полази из тачке O'; онда у равни {\displaystyle \alpha '} постоји једна и само једна полуправа {\displaystyle k'} тако да је угао {\displaystyle \angle (h,k)} подударан или једнак углу {\displaystyle \angle (h',k')} и у исто време све унутрашње тачке угла {\displaystyle \angle (h',k')} налазе се на датој страни од праве {\displaystyle a'}, што ћемо означити на овај начин {\displaystyle \angle (h,k)\equiv \angle (h',k').} Сваки је угао подударан самом себи.
Угао са теменом у тачки B на чијем једном краку лежи тачка А, а на другом тачка C, означава се са {\displaystyle \angle ABC,} или кратко {\displaystyle \angle B}. Углови се означавају и малим грчким словима.

### Аксиома паралелних
IV (Еуклидова аксиома). Нека је а произвољна права и А тачка ван а: тада постоји у равни, одређеној правом а и тачком А, највише једна права која пролази кроз А и не пресеца а.

### Аксиоме непрекидности
V-1 (Аксиома мерења или Архимедова аксиома). Ако су AB и CD ма које две дужи, онда постоји неки такав број n, да када се дуж CD пренесе n од A једно за другим по полуправој која пролази кроз тачку B прелази се преко тачке B.
V-2 (Аксиома линеарне потпуности). Систем тачака неке праве са својим релацијама распореда и конгруенције не може се тако проширити, да остану очуване релације које постоје између претходних елемената као и основне особине линеарног распореда и конгруенције које проистичу из аксиома I-III, и аксиоме V-1.